# Salvia albocaerulea
Salvia albocaerulea  (лат.) — вид рода Шалфей (Salvia) семейства Яснотковые (Lamiaceae).

## Ареал
Растения встречаются в юго-западной Мексике.

## Использование в медицине
Salvia albocaerulea обладает антибактериальными свойствами и используется для получения антибактериального препарата.